# SSE Arena
 (septembre 2015).
Si vous disposez d'ouvrages ou d'articles de référence ou si vous connaissez des sites web de qualité traitant du thème abordé ici, merci de compléter l'article en donnant les références utiles à sa vérifiabilité et en les liant à la section « Notes et références ».
L'Odyssey SSE Arena est une salle omnisports située à Belfast (Royaume-Uni), ouverte en 2000, d'une capacité de 11 000 places. Elle héberge le club de hockey sur glace de la ville, les Belfast Giants.